# 勝浦町立横瀬小学校
勝浦町立横瀬小学校（かつうらちょうりつ よこせしょうがっこう）は、徳島県勝浦郡勝浦町大字三渓字上川原にある公立小学校。

## 概要
児童卒業後は勝浦町立勝浦中学校へ進学する。

## 通学区域が隣接している学校
- 勝浦町立生比奈小学校
- 阿南市立吉井小学校
- 那賀町立鷲敷小学校
- 那賀町立相生小学校
- 上勝町立上勝小学校
- 佐那河内村立佐那河内小学校
- 徳島市宮井小学校